# Pawel Alexandrowitsch Solowjow
Pawel Alexandrowitsch Solowjow  (russisch Павел Александрович Соловьёв, wiss. Transliteration Pavel Alexandrovič Solov'ëv; * 26. Juni 1917; † 13. Oktober 1996) war ein sowjetischer Triebwerkskonstrukteur.
Über 35 Jahre, von 1953 bis 1989 leitete er als Nachfolger von Arkadi Dmitrijewitsch Schwezow das sowjetische Entwicklungsbüro in Perm, das sich heute Awiadwigatel nennt. Er entwickelte dort 1960 das Bypass-Triebwerk D-20P für die Tupolew Tu-124, eines der ersten Zweikreis-Turbofantriebwerke weltweit und das erste in der UdSSR. Es folgte das D-30 für die Tupolew Tu-134, das meistgebaute sowjetische Strahltriebwerk. Sein bekanntestes Triebwerk ist das PS-90 für russische Verkehrsflugzeuge, das heute noch weit verbreitet ist.
Er wurde als Held der sozialistischen Arbeit ausgezeichnet und erhielt den Leninpreis sowie vier Leninorden. 1981 wurde er korrespondierendes Mitglied der Akademie der Wissenschaften der UdSSR.